# Batalha de Raqqa
A Batalha de Raqqa foi uma batalha no norte da Síria, na cidade de Raqqa, durante a Guerra Civil Síria, entre forças rebeldes armadas da oposição e militares leais ao governo do presidente Bashar al-Assad. Os combatentes rebeldes iniciaram sua ofensiva nos primeiros dias de março de 2013 e rapidamente tomaram controle do município, fazendo desta a primeira capital de província a ser tomada militarmente pela oposição em toda a guerra. Em resposta a queda de Raqqa, a força aérea síria bombardeou o centro da cidade causando a morte de 39 pessoas. Forças do governo sírio que foram enviadas para retomar a cidade acabaram sendo detidas e expulsas das proximidades.
Desde o fim da batalha, tropas do regime sírio mantém bombardeios esporádicos contra a cidade e pequenas incursões de soldados do governo na periferia de Raqqa se tornaram frequentes.
Em agosto de 2013, milicianos jihadistas expulsaram os combatentes rebeldes da região de Raqqa. Segundo o Observatório Sírio de Direitos Humanos, os fundamentalistas do grupo extremista auto-proclamado Estado Islâmico assumiram o controle total não só da cidade mas também dos seus arredores em meados de 2014. Os militantes do EI só seriam expulsos três anos mais tarde, quando soldados das Forças Democráticas Sírias chegaram em peso e recuperaram Raqqa após cinco meses de batalha.